# Liste der Stolpersteine in Otter
In der Liste der Stolpersteine in Otter werden die vorhandenen Gedenksteine aufgeführt, die im Rahmen des Projektes Stolpersteine des Künstlers Gunter Demnig (* 1947) bisher in Otter verlegt worden sind. Mit ihnen soll an Opfer des Nationalsozialismus erinnert werden, die in Otter lebten und wirkten.

## Verlegte Stolpersteine
| Bild                           | Inschrift, Person                                                                                          | Adresse                                         | Verlegedatum | Anmerkung |
| ------------------------------ | --- | ----------------------------------------------- | ------------ | --- |
| Stolperstein für Tadeusz Forys | TADEUSZ FORYS JG. 1922 POLEN ZWANGSARBEITER STREIT MIT SOLDATEN DER DEUTSCHEN WEHRMACHT ERSTOCHEN 6.5.1945 | Hauptstraße Ecke Poststraße in Otter (Standort) | 2. Okt. 2023 | Am 6. Mai 1945 geriet Tadeusz Forys am Ortsausgang in einen Streit mit drei Wehrmachtssoldaten. Es kam zu einem Handgemenge infolge dessen Tadeusz Forys mit einem Messer tödlich verletzt wurde. |